# Lawe Sekhakut
Lawe Sekhakut is een bestuurslaag in het regentschap Aceh Tenggara van de provincie Atjeh, Indonesië. Lawe Sekhakut telt 123 inwoners (volkstelling 2010).